# Sacculina abyssicola
Sacculina abyssicola is een krabbezakjessoort uit de familie van de Sacculinidae.